# تدی آلتمن

دکتر تدی آلتمن

تدی آلتمن (به انگلیسی: Teddy Altman) از شخصیت‌های اصلی سریال آناتومی گری می‌باشد و کیم راور این نقش را ایفا کرده‌است.